# Voacanga caudiflora
Voacanga caudiflora är en oleanderväxtart som beskrevs av Otto Stapf. Voacanga caudiflora ingår i släktet Voacanga och familjen oleanderväxter. Inga underarter finns listade i Catalogue of Life.